# Haengsin (métro de Séoul)
Haengsin (hangeul : 행신 ; hanja : 幸信) est une station de passage de la ligne Gyeongui-Jungang du métro de Séoul. Elle est située, au 102 Sowon-ro, dans le quartier Deogyang, sur le territoire de la ville de Goyang, à l'est de Séoul dans la province Gyeonggi-do, en Corée du Sud. 
A pour origine une gare ferroviaire ouverte en 1996, elle devient une station de métro en 2009. la station est desservie par les circulations des rames omnibus et express sur la ligne Gyeongui-Jungang. Elle est en correspondance avec la gare de Haengsin desservie par des trains voyageurs, notamment le Korea Train Express.

## Situation sur le réseau

Plan du réseau du métro de Séoul (2023)

Établie en aérien, Haengsin, est une station de passage de la ligne Gyeongui-Jungang du métro de Séoul : elle est située entre la station Neunggok, en direction du terminus ouest Munsan, et la station Gangmae, en direction du terminus est Jipyeong.

## Histoire

### Station de métro (depuis 2009)
Ouverte le 1er juillet 2009, lors de l'intégration de l'ensemble de la ligne Gyeongui dans le réseau du métro de Séoul. La station utilise le bâtiment de la gare construit en 2008. 
Elle devient une station de la ligne Gyeongui-Jungang, du réseau du métro de Séoul, lors de la création de cette ligne, le 27 décembre 2014, par la création de la section, entre Gongdeok et Yongsan, qui permet la fusion entre les anciennes lignes Gyeongui et Jungang.

## Services aux voyageurs

### Accès et accueil
Située au 102 Sowon-ro, elle dispose de deux accès. Elle est équipée d'automates pour les titres de transport.

### Desserte
Haengsin est desservie par les rames omnibus qui circulent sur l'ensemble de la ligne principale, et par les services express : Gyeongui Express (Séoul), Gyeongui Express (Yongsan) et Jungang Express.

### Intermodalité
Des arrêts de bus sont situés à proximité.